# Metropia
Metropia és una pel·lícula d'animació per a adults en anglès del 2009 dirigida per Tarik Saleh. El guió va ser escrit per Fredrik Edin, Stig Larsson i Tarik Saleh a partir d'una història de Tarik Saleh, Fredrik Edin i Martin Hultman. La pel·lícula utilitza una tècnica on les fotografies han estat alterades i molt estilitzades en un programa informàtic, i després animades. L'estil visual està inspirat en les obres de Terry Gilliam, Roy Andersson i Yuri Norstein.
Metropia va ser coproduïda per Atmo Media Network i la productora danesa Zentropa Entertainments de Lars von Trier, estrenada a la 66a Mostra Internacional de Cinema de Venècia, i es va estrenar a Suècia el 27 de novembre de 2009.

## Argument
En una futura Europa el món s'està quedant sense petroli. Es crea una gegantina xarxa de metro unint tots els subterranis sota Europa. En Roger (Vincent Gallo), d'un suburbi d'Estocolm, evita el metro perquè el troba inquietant. De vegades, quan està massa a prop del subterrani, sent una veu estranya al cap. Un dia en Roger ensopega amb la veritat que la seva vida està controlada en tots els detalls. Trexx, l'empresa que gestiona la monstruosa xarxa ferroviària europea, ha trobat una manera de llegir i controlar les ments amb el xampú per a la caspa "Dangst", amb l'objectiu de crear un sistema de publicitat altament eficient. Per alliberar-se, Roger uneix forces amb la supermodel Nina (Juliette Lewis), l'antiga model i portaveu de Dangst.

## Repartiment
- Vincent Gallo com a Roger
- Juliette Lewis com a Nina
- Udo Kier com a Ivan Bahn
- Stellan Skarsgård com a Ralph Parker
- Alexander Skarsgård com a Stefan
- Sofia Helin com a Anna
- Shanti Roney com a Karl
- Fares Fares com a Firaz
- Joanna Zofia Bard Mikolajczyk com a veu de metro
- Goran Marjanovic com a sol·licitant d'asil
- Magnus Skogberg Tear com a cap de Roger
- Lotta Bromé com a presentadora de notícies
- Annelie Persson com a comercial de Trexx
- Indiana Neidell com a Wayne Marshal

## Producció
La història i el material de suport van ser desenvolupats per Atmo, amb seu a Estocolm, durant un període de quatre anys abans que comencés el treball d'animació real. Entre els coproductors hi ha Zentropa de Dinamarca i Tordenfilm de Noruega, i amb el suport del fons cinematogràfic Eurimages del Consell d'Europa, la pel·lícula tenia un pressupost d'uns 34 milions de SEK. La gent comuna vista als carrers es va utilitzar com a models per als personatges. El personatge principal, Roger, es basa en un xef que treballava en un restaurant d'Estocolm on els empleats d'Atmo eren habituals, i Nina va ser trobada en una botiga de maquillatge. Vincent Gallo va acceptar la seva part com a actor de veu principal després d'haver vist 30 segons d'animació acabada i d'escoltar que l'actor alemany Udo Kier, de qui Gallo n’era fan, ja estava vinculat al projecte. Després que s'hagués desenvolupat un story board, el fotògraf Sesse Lind va viatjar per Europa i va fer fotografies dels llocs necessaris a Estocolm, Berlín, París i Copenhaguen. Les fotografies van ser editades en Photoshop i animades en Adobe After Effects per l'animador principal Isak Gjertsen. L'animació es va fer a Trollhättan com a primera producció a utilitzeu l'estudi d'animació recentment iniciat de Film i Väst. La producció va trigar dos anys a acabar.

## Llançament
La pel·lícula es va estrenar el 2 de setembre de 2009 a la 66a Mostra Internacional de Cinema de Venècia, inaugurant la Setmana de la Crítica del festival, però es va mostrar fora de competició.

## Premis
| Festival                                                     | Premi                                                        | Categoria         | Nominat | Resultat  |
| ------------------------------------------------------------ | ------------------------------------------------------------ | ----------------- | --- | --------- |
| Festival Internacional de Cinema d'Animació d'Annecy 2010    | Cristal                                                      | Millor pel·lícula | Tarik Saleh | Nominat   |
| Festival de cinema de Göteborg 2010                          | Premi Lorens                                                 |                   | Kristina Åberg                                                                                                 | Guanyador |
| Consell Nòrdic 2010                                          | Premi de cinema del Consell Nòrdic                           |                   | Tarik Saleh (director, guionista) Stig Larsson (guionista) Fredrik Edin (guionista) Kristina Åberg (productor) | Nominat   |
| XLII Festival Internacional de Cinema Fantàstic de Catalunya | XLII Festival Internacional de Cinema Fantàstic de Catalunya | Millor pel·lícula | Tarik Saleh | Nominat   |
| Mostra Internacional de Cinema de São Paulo 2009             | Premi Internacional del Jurat                                | Millor pel·lícula | Tarik Saleh | Nominat   |
| 66a Mostra Internacional de Cinema de Venècia                | Future Film Festival Digital Award                           |                   | Tarik Saleh | Guanyador |
| Festival Internacional de Cinema de Varsòvia 2009            | Grand Prix                                                   |                   | Tarik Saleh | Nominat   |
| Festival de Cinema d'Estocolm 2009                           |                                                              | Millor música     | Krister Linder                                                                                                 | Guanyador |
| Festival de Cinema d'Estocolm 2009                           | Cavall de Bronze                                             |                   | Tarik Saleh | Nominat   |